# Banca di Genova
La Banca di Genova è stato un banco d'emissione del Regno di Sardegna.

## Storia
Negli anni della Restaurazione a Genova operavano alcuni banchieri privati, il principale dei quale era Bartolomeo Parodi. Inizialmente contrari alla costituzione di una grande banca in forma di società per azioni, nel 1844 si convinsero che non era più possibile impedire questa evoluzione e perciò nove banchieri privati, capitanati da Parodi, decisero di costituire la Banca di Genova. Presidente ne era Parodi e direttore Carlo Bombrini.
Poiché all'epoca la costituzione di una società di capitali richiedeva una specifica autorizzazione governativa, la banca fu costituita con Regie patenti del 16 marzo 1844.
Il capitale sociale era di quattro milioni di lire sarde. Oltre alle quote dei nove banchieri fondatori, una parte consistente del capitale, per 2.600.000 lire, fu sottoscritta da 160 commercianti genovesi e da 29 commercianti stranieri residenti in città.
La banca poteva emettere banconote, scontare cambiali, aprire conti correnti senza interesse.
Il valore dei biglietti emessi superò il valore di otto milioni di lire sarde nel 1848, banconote che godevano della fiducia dei commercianti.
Tuttavia, Cavour dalle pagine del Risorgimento criticò la banca, in quanto per conservare la fiducia del pubblico si comportava in modo troppo prudente nello sconto delle cambiali, accettando solo quelle dei grandi commercianti.
La banca finanziò interamente la Prima guerra d'indipendenza, ma in cambio chiese l'introduzione del corso forzoso delle banconote.
Nel 1847 fu fondata l'analoga Banca di Torino, con un considerevole apporto di capitali genovesi. Perciò quando nel 1849 le due banche si fusero, dando vita alla Banca Nazionale negli Stati Sardi, i genovesi conservarono la maggioranza relativa del capitale.